# Manhattan Beach (Kalifornia)
Manhattan Beach város az USA Kalifornia államában, Los Angeles megyében. Lakosainak száma 35 506 fő (2020. április 1.).

## Népesség
A település népességének változása:

| 2010 | 35 135 |
| 2020 | 35 506 |